# Iñaki Sáez
José Ignacio "Iñaki" Sáez Ruiz  (Bilbau, 23 de abril de 1943) é um ex-futebolista e treinador profissional espanhol que atuava como defensor, medalhista olímpico.